# Округ Хол (Џорџија)
Округ Хол (енгл. Hall County) је округ у америчкој савезној држави Џорџија.

## Демографија
По попису из 2010. године број становника је 179.684, што је 40.407 (29,0%) становника више него 2000. године.
| Група             | 2000.          | 2010.           |
| Белци             | 98.942 (71,0%) | 114.300 (63,6%) |
| Афроамериканци    | 10.126 (7,3%)  | 13.279 (7,4%)   |
| Азијати           | 1.876 (1,3%)   | 3.226 (1,8%)    |
| Хиспаноамериканци | 27.242 (19,6%) | 46.906 (26,1%)  |
| Укупно            | 139.277        | 179.684         |